# رندوان
رندوان هي قرية في مقاطعة أصفهان، إيران. عدد سكان هذه القرية هو 23 في سنة 2006.